# Saab 9-7X
Saab 9-7X – samochód osobowy typu SUV klasy wyższej produkowany pod szwedzką marką Saab w latach 2005–2008.
Pojazd przeznaczony na rynek północnoamerykański oraz kanadyjski można było kupić także m.in. w Grecji, Bułgarii, Chile, Holandii, Kuwejcie, Włoszech, Syrii, Estonii, Jordanii, Omanie, Katarze, Arabii Saudyjskiej, Libanie, na Węgrzech, Litwie oraz w Zjednoczonych Emiratach Arabskich.

## Historia i opis modelu

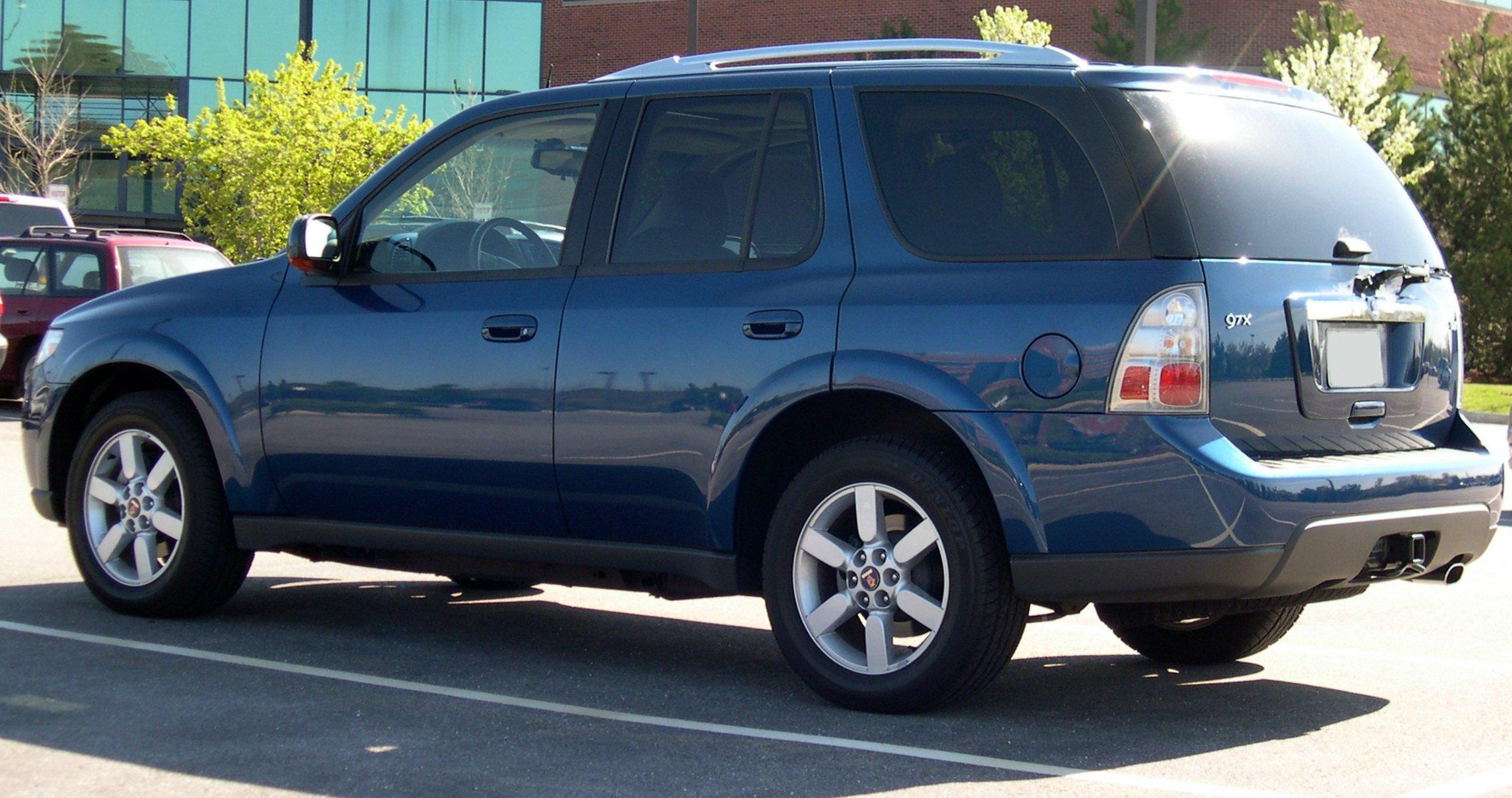
Saab 9-7X - tył

Samochód po raz pierwszy został zaprezentowany podczas targów motoryzacyjnych w Nowym Jorku w 2004 roku. Jest to pierwszy w historii samochód typu SUV marki Saab. Pojazd przeznaczony był wyłącznie na rynek amerykański i kanadyjski.
Konstrukcja pojazdu została opracowana na płycie podłogowej amerykańskiego koncernu General Motors o oznaczeniu GMT 360, która została wykorzystana do opracowania samochodów Buick Rainer, Chevrolet TrailBlazer, GMC Envoy, Isuzu Ascender oraz Oldsmobile Bravada.
Sylwetka pojazdu składa się z prostych i niezakłóconych linii, a bryła pojazdu pozbawiona została wystających zderzaków i gwałtownych załamań. Przedni pas z charakterystyczną atrapą chłodnicy o trzech wlotach i reflektorami został przeniesiony z modelu 9-3. Model wniósł wszystkie specyficzne cechy szwedzkiej marki do segmentu aut typu SUV m.in. trapezowate boczne okna, a we wnętrzu umieszczoną pomiędzy przednimi fotelami stacyjkę, charakterystyczne uchwytu kratek wentylacyjnych oraz uchwyt na napoje zamontowany w desce rozdzielczej, która jak w innych modelach Saaba zwrócona jest ku kierowcy.
Produkcja modelu 9-7X rozpoczęła się na początku 2005 roku. Do napędu auta wykorzystano amerykańskie silniki benzynowe R6 Vortec 4200 LL8 o pojemności skokowej 4157 cm3 i mocy 275 KM oferowany w wersji Linear oraz V8 Vortec 5300 LH6 o pojemności skokowej 5327 cm3 i mocy 300 KM występujący wersji Arc. W 2007 roku do oferty dołączyły modele w wersji wyposażeniowej Aero do napędu których zastosowano silnik GM Small-Block LS2 o pojemności skokowej 5970 cm3 i mocy 390 KM z modelu Corvette. 
Niezależnie od wersji napęd przekazywany jest na wszystkie koła pojazdu poprzez 4-biegową automatyczną skrzynię biegów Hydra Matic 4L60-E wyposażoną w sterowany elektronicznie nadbieg. Przednie zawieszenie oparte zostało na dwóch wahaczach poprzecznych oraz sprężynach śrubowych. Z tyłu zastosowano pięć wahaczy, oś niedzieloną oraz miechy pneumatyczne.
Produkcja modelu Saab 9-7X została zakończona w grudniu 2008 roku i związana była z zamknięciem zakładu produkcyjnego w Moraine w stanie Ohio.

### Wersje wyposażeniowe
- Linear
- Arc
- Aero

Wyposażenie standardowe obejmowało m.in. napęd na cztery koła wyposażony w tylny mechanizm różnicowy oraz sprzęgło o ograniczonym poślizgu, czterokanałowy układ ABS, dwustopniowe przednie poduszki powietrzne, boczne kurtyny powietrzne, system wykrywania obecności pasażera oraz wykrywania zagrożenia przewrócenia się pojazdu, napinacze przednich pasów bezpieczeństwa oraz system informowania o niezapięciu ich na przednich fotelach, skórzaną tapicerkę, system nawigacji satelitarnej Onstar, system audio firmy Bose wyposażony w 6 głośników oraz lekkie, 18-calowe obręcze wykonane z aluminium (w wersji Aero 20-calowe).
Producent opon samochodowych Dunlop Tyres opracował specjalnie dla modelu 9-7X wyczynowe opony P255/55 R18.
Samochód nie został wyposażony w opcję Night Panel.

### Silniki
| Silnik             | Pojemność skokowa [cm³] | Typ silnika        | Moc maksymalna [KM]([kW]) przy obr./min | Maks. moment obrotowy [Nm] przy obr./min | Średnica cylindra x skok tłoka | Stopień sprężania  | Prędkość maksymalna [km/h] | Przyspieszenie 0-100 km/h [s] |                    |
| Silniki benzynowe: | Silniki benzynowe:      | Silniki benzynowe: | Silniki benzynowe:                      | Silniki benzynowe:                       | Silniki benzynowe:             | Silniki benzynowe: | Silniki benzynowe:         | Silniki benzynowe:            | Silniki benzynowe: |
| ------------------ | ----------------------- | ------------------ | --------------------------------------- | ---------------------------------------- | ------------------------------ | ------------------ | -------------------------- | ----------------------------- | ------------------ |
| 4.2i Linear        | 4157                    | R6                 | 278 (205)/6000                          | 372/3600                                 | 93 x 102                       | 10,0:1             | 191                        | 8,9                           |                    |
| 4.2i Linear        | 4157                    | R6                 | 290/6950                                | 375/4800                                 | b.d                            | b.d.               | 191                        | 8,9                           |                    |
| 5.3i Arc           | 5237                    | V8                 | 305 (224)/5200                          | 447/4000                                 | 96 x 92                        | 9,9:1              | 191                        | 7,8                           |                    |
| 6.0 Aero           | 5970                    | V8                 | 390/6000                                | 542/4000                                 | b.d.                           | b.d.               | b.d.                       | 6                             |                    |